# Pomnik Fryderyka II we Wrocławiu
Pomnik króla Fryderyka II (niem. Denkmal König Friedrich des Grossen) – niezachowany pomnik króla Prus Fryderyka II Wielkiego na Rynku we Wrocławiu.

## Historia
Pomnik króla zaprojektował rzeźbiarz August Kiss. 19 maja 1847 r. posąg konny, odlany z brązu, został umieszczony na kamiennym cokole, jednak ze względu na trwający na rynku jarmark wełny, uroczystość odsłonięcia pomnika w obecności króla Fryderyka Wilhelma IV odbyła się dopiero w następnym miesiącu, 27 czerwca. Pomnik zbudowano na miejscu rozebranego budynku Wielkiej Wagi Miejskiej, po zachodniej stronie rynku, przed Domem Płócienników (na którego miejscu zbudowano w 1859 r. Nowy Ratusz).
Jesienią 1944 r. oddział SS zdemontował posąg i zakopał go w wale nadodrzańskim w Lesie Osobowickim, celem uchronienia przed zniszczeniami wojennymi. Po zakończeniu wojny trzech mieszkańców Wrocławia, pracowników składnicy surowców wtórnych – Jan Proszak, Juliusz Wolnik i Adam Martyński – nielegalnie (dzięki podrobionemu pozwoleniu) sprzedało posąg za sumę 260 tysięcy złotych odlewni dzwonów Eugeniusza Woyczyńskiego, gdzie został przetopiony. Za ten czyn oskarżono ich przed sądem. Cokół pomnika rozebrano dopiero w 1948 r. W miejscu dawnego pomnika ustawiono maszty flagowe.

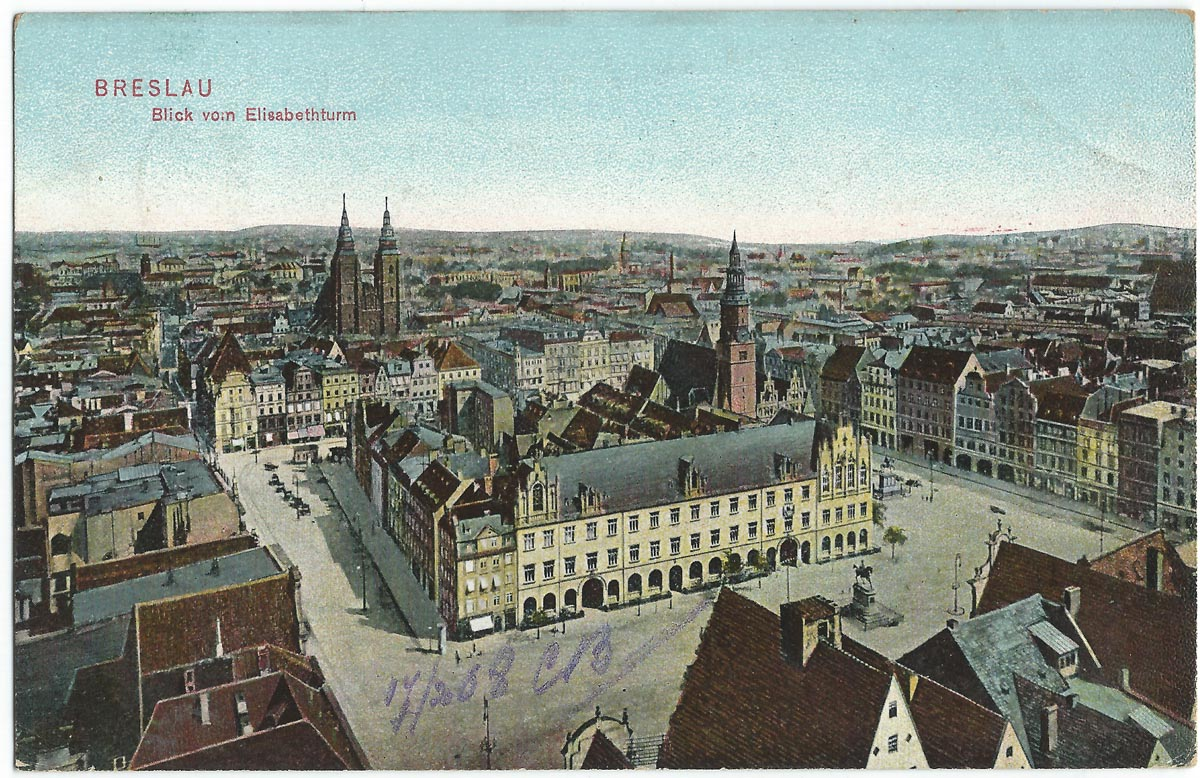
Widok na zachodnią stronę Rynku z pomnikiem Fryderyka II, 1908 r.
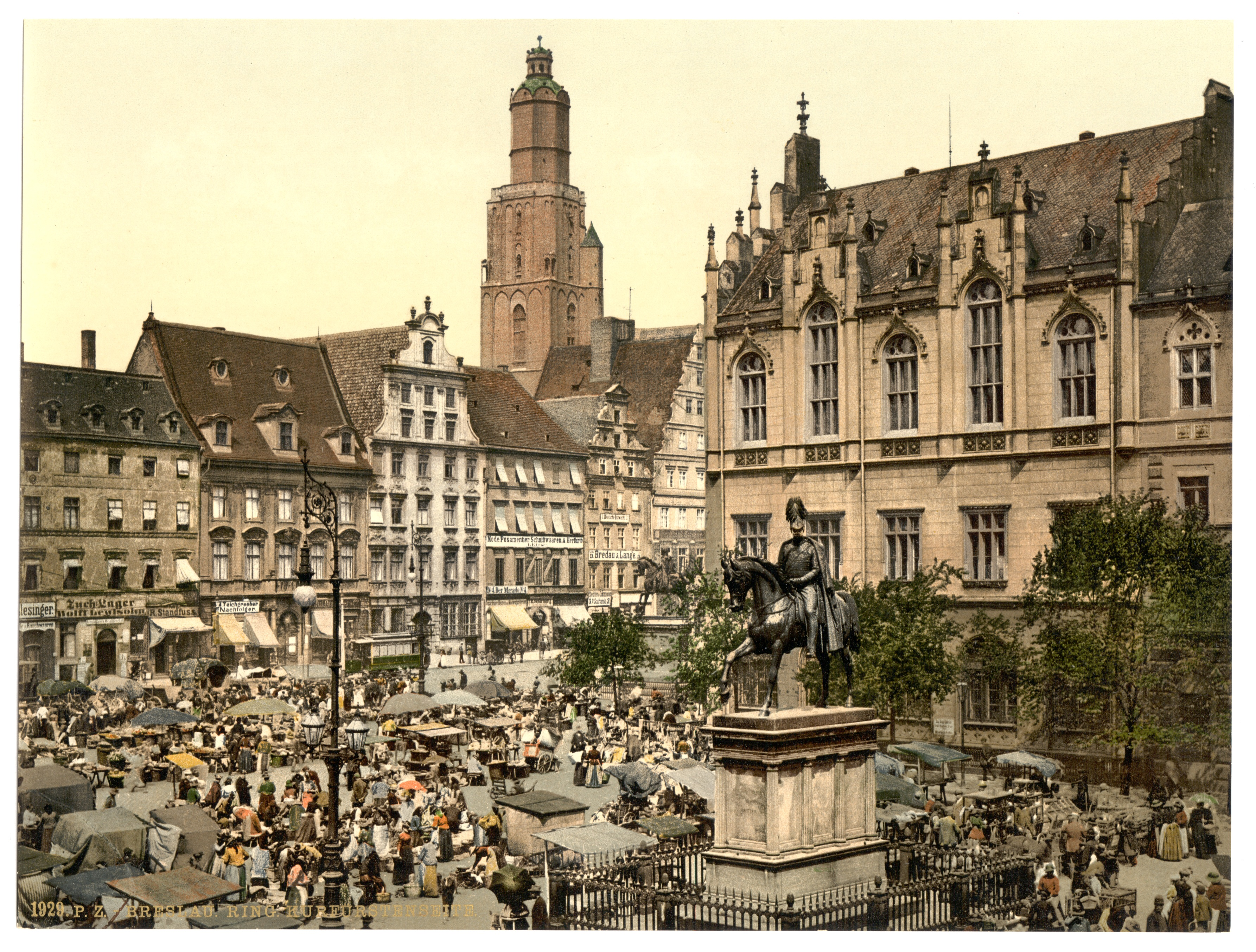
Pomnik Fryderyka II widoczny na drugim planie (z przodu pomnik Fryderyka Wilhelma III)